# Onthophagus asiaticus
Onthophagus asiaticus är en skalbaggsart som beskrevs av S. Endrödi 1973. Onthophagus asiaticus ingår i släktet Onthophagus och familjen bladhorningar. Inga underarter finns listade i Catalogue of Life.